# Старе місто (Вільнюс)
Старе місто Вільнюса (лит. Vilniaus senamiestis, пол. Stare Miasto w Wilnie, біл. Стары горад у Вільнюсе, рос. Старый город в Вильнюсе) — одне з найбільших збережених середньовічних старих міст у Північній Європі, має площу 3,59 квадратних кілометрів (887 акрів). Воно охоплює 74 квартали, 70 вулиць та провулків налічує 1487 будівель загальною площею 1 497 000 квадратних метрів. Найстаріша частина литовської столиці Вільнюса, вона склалася протягом багатьох століть, і її формувала історія міста та постійно відчувала культурний вплив. Це місце, де одні з найбільших архітектурних стилів Європи  —  готичний, ренесансний, бароко та неокласичний  —  стоять поруч і доповнюють один одного.
Вулиця Пілієс — головна артерія Старого міста та центра кафе та вуличного ринку. Головна вулиця Вільнюса, проспект Гедиміна, частково розташована у Старому місті. Центральними площами Старого міста є Соборна площа та Ратушна площа .
Одним із найскладніших архітектурних комплексів є Архітектурний ансамбль Вільнюського університету, який займає значну частину Старого міста та має 13 внутрішніх двориків. Він був обраний для представлення Литви в парку Міні-Європа в Брюсселі.
У 1994 р. старе місто Вільнюса було включено до Списку світової спадщини ЮНЕСКО (№ 541), визнаючи його загальну цінність та оригінальність. Визнане одним з найкрасивіших міст Старого континенту, який також має найбільше барокове Старе місто у всій Східній та Центральній Європі. Визначення «історичний центр» має більш широке значення, ніж Старе місто, яке раніше було оточене оборонними стінами. Охоплює цінні історичні передмістя Вільнюса, такі як Ужупіс, який раніше історично знаходився за межами міста. Тому Ужупис часто вважають частиною Старого міста Вільнюса.
352 га Старого міста Вільнюса (Senamiestis), як об'єкта всесвітньої спадщини ЮНЕСКО, не слід плутати з одним із 21 старійшин (районів) Вільнюса — Senamiestis (тим, де трохи більша територія — 440 га) .

## Орієнтири
У Старому місті пам’ятників, ніж у будь-якій іншій частині Вільнюса; вони включають:

### Палаци
- Президентський палац
- Палац Слушко
- Палац Радзивілів
- Палац Тизенгауз

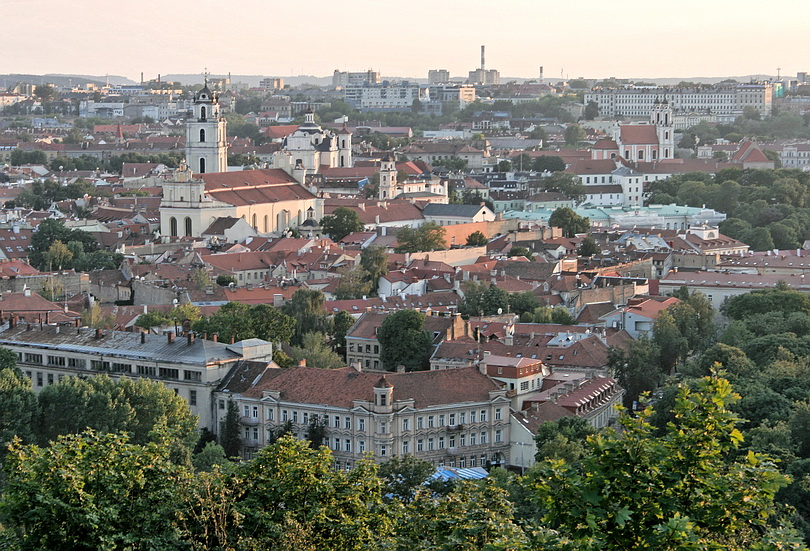
Старе місто Вільнюса

- Комплекс Вільнюського замку з вежею Гедиміна та Королівським палацом

### Релігійні пам'ятники
- Церква Св. Анни
- Вільнюський собор на Соборній площі
- Миколаївська церква
- Церква Всіх Святих
- Ворота світанку
- Три хрести
- Собор Богородиці

### Інші цікаві місця
- Будинок підписантів
- Національний музей Литви
- Литовський національний драматичний театр
- Фрагменти міської стіни Вільнюса
- Підземелля Вільнюса